# Hazenit
Hazenit ist ein sehr selten vorkommendes Mineral aus der Mineralklasse der „Phosphate, Arsenate und Vanadate“. Es kristallisiert im orthorhombischen Kristallsystem mit der chemischen Zusammensetzung KNaMg2[PO4]2·14H2O, ist also ein wasserhaltiges Kalium-Natrium-Magnesium-Phosphat.
Hazenit wurde bisher nur in Form von radialstrahlig gewachsenen, farblosen und durchsichtigen Kristallen bis etwa 0,06 mm × 0,12 mm × 0,40 mm Größe und tafeligem bis prismatischem Habitus gefunden.

## Etymologie und Geschichte
Erstmals entdeckt wurde Hazenit von Hexiong Yang (University of Arizona) an der Südküste des Mono Lake in Kalifornien, der das Mineral auch analysierte, beschrieb und nach dem US-amerikanischen Wissenschaftler Robert M. Hazen (1948-) benannte.
Ende 2007 reichte Yang seine Untersuchungsergebnisse und den Antrag zur Anerkennung als eigenständiges Mineral bei der International Mineralogical Association (IMA) ein, der die Register-Nummer IMA 2007-061 erhielt. Anerkannt wurden Mineral und der Name Hazenit am 28. Februar 2008.

## Klassifikation
In der veralteten 8. Auflage der Mineralsystematik nach Strunz war der Hazenit noch nicht aufgeführt.
In der zuletzt 2018 überarbeiteten Lapis-Systematik nach Stefan Weiß, die formal auf der alten Systematik von Karl Hugo Strunz in der 8. Auflage basiert, erhielt das Mineral die System- und Mineralnummer VII/C.22-030. Dies entspricht der Klasse der „Phosphate, Arsenate und Vanadate“ und dort der Abteilung „Wasserhaltige Phosphate, ohne fremde Anionen“, wo Hazenit zusammen mit Apexit, Catalanoit und Dorfmanit eine unbenannte Gruppe mit der Systemnummer VII/C.22 bildet.
Die von der International Mineralogical Association (IMA) zuletzt 2009 aktualisierte 9. Auflage der Strunz’schen Mineralsystematik ordnet den Hazenit in die Klasse der „Phosphate, Arsenate und Vanadate“ und dort in die Abteilung „Phosphate usw. ohne zusätzliche Anionen; mit H2O“ ein. Hier ist das Mineral in der Unterabteilung „Mit großen und mittelgroßen Kationen; RO4 : H2O < 1 : 1“ zu finden, wo es zusammen mit Struvit und Struvit-(K) die „Struvitgruppe“ mit der Systemnummer 8.CH.40 bildet.
In der vorwiegend im englischen Sprachraum gebräuchlichen Systematik der Minerale nach Dana hat Hazenit die System- und Mineralnummer 40.01.01.03. Das entspricht der Klasse der „Phosphate, Arsenate und Vanadate“ und dort der Abteilung „Wasserhaltige Phosphate etc.“. Hier findet er sich innerhalb der Unterabteilung „Wasserhaltige Phosphate etc., mit A2+B2+(XO4) × x(H2O)“ in der „Struvitgruppe“, in der auch Struvit und Struvit-(K) eingeordnet sind.

## Kristallstruktur
Hazenit kristallisiert orthorhombisch in der Raumgruppe Pmnb (Raumgruppen-Nr. 62, Stellung 2) mit den Gitterparametern a = 6,9349 Å; b = 25,1737 Å; c = 11,2195 Å sowie 4 Formeleinheiten pro Elementarzelle.

## Eigenschaften
Hazenit löst sich bei Raumtemperatur in 10-prozentiger Salzsäure.

## Bildung und Fundorte
Hazenit wird durch Mikroorganismen im Mono Lake (ein alkalischer Salzsee in Mono County, Kalifornien) gebildet und findet sich in ausgetrockneten oder zersetzten Algen auf einem Substrat aus porösem Calciumcarbonat in Gestalt der Minerale Calcit und Aragonit.
Bisher (Stand: 2012) konnte Hazenit nur an seiner Typlokalität Mono Lake (Kalifornien) nachgewiesen werden.